# Ngựa Caspi

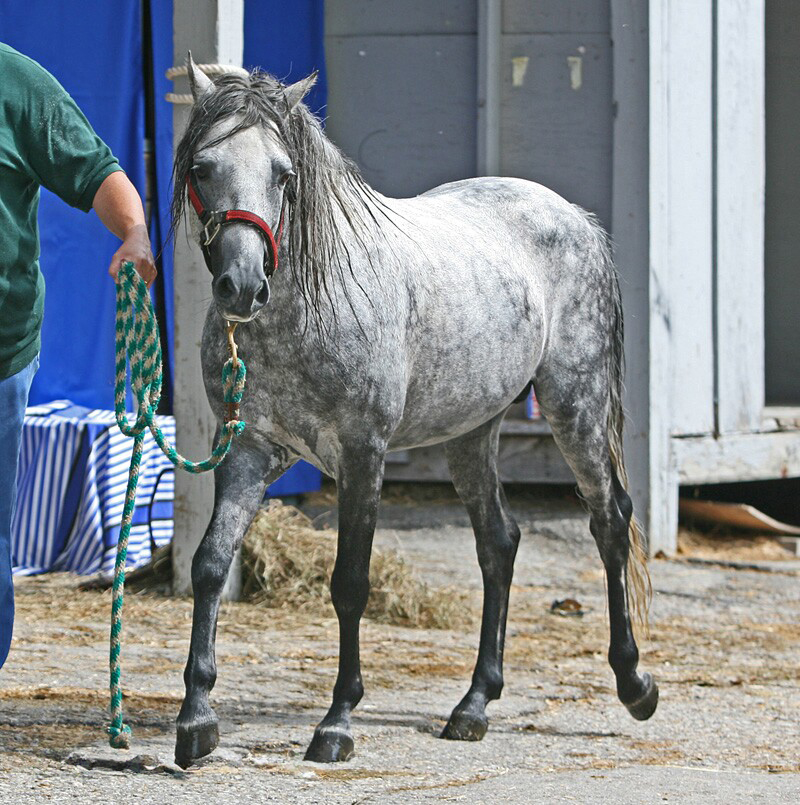
Ngựa Caspi

Ngựa Caspi là một giống ngựa nhỏ có nguồn gốc từ Bắc Iran. Mặc dù chiều cao ban đầu của nó có thể dao động từ 36 đến 46 inch (91 và 117 cm) nó được gọi là một con ngựa chứ không phải là một con ngựa lùn bởi vì, kích thước ngoài, nó có nhiều điểm chung với con ngựa về cấu tạo, dáng vẻ và tính cách. Nó được cho là một trong những con ngựa hoặc ngựa giống lâu đời nhất trên thế giới, có nguồn gốc từ ngựa nhỏ vùng Lưỡng Hà, trong cuộc cạnh tranh với các loài động vật lớn, đã dần biến mất vào thế kỷ thứ 7.
Chúng đã được công khai một lần nữa khi tái khám phá vào năm 1965 bởi Louise Firouz, một nhà tạo giống ngựa Iran sống ở Iran (sinh ra ở Mỹ). Năm 2011, hài cốt của một con ngựa có niên đại 3400 TCN đã được tìm thấy tại Gohar Tappeh, Iran, làm phát sinh khiếu nại rằng ngựa Caspi là giống cổ xưa nhất của con ngựa nhà vẫn còn tồn tại. Nó cũng được gọi là ngựa Khazar sau khi đặt tên tại tỉnh nơi nó được tìm thấy.

## Đặc điểm

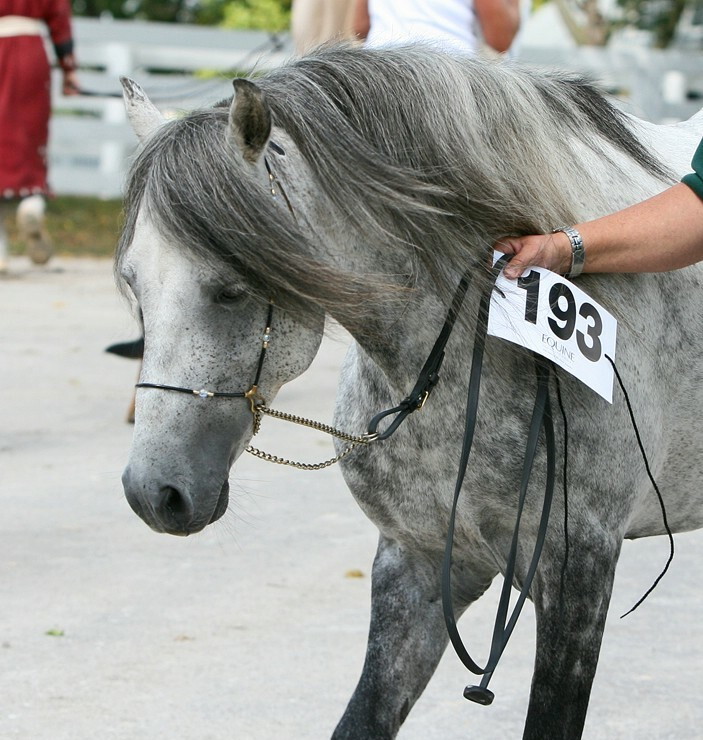
Một con ngựa đực giống màu xám

Ngựa Caspi khi đứng thường có chiều cao từ 100–120 cm (39–47 in), mặc dù điều kiện nuôi dưỡng tốt hơn bên ngoài của Iran thường dẫn đến những con ngựa có chiều cao hơn. Các con ngựa Caspi hiện đại nằm trong khoảng từ 10hh (102 cm) và thỉnh thoảng 12,2 hh (127 cm), trung bình 11,2 hh (117 cm) so với chiều cao của tổ tiên. Chúng có mắt to và tai ngắn. Mõm nhỏ và lỗ mũi lớn. Nhìn chung, cơ thể mỏng và duyên dáng, với dốc vai, vai tốt và một cái đuôi cao. Tứ chi và móng guốc rất mạnh.
Ngựa Caspi được mô tả bởi Louise Firouz như loại ngựa thông minh và sẵn sàng. Chúng được hăng hái nhưng không giở chứng, và thậm chí chúng có thể để trẻ em điều khiển. Dáng đi của chúng dài. Mặc dù kích thước nhỏ nhưng chúng nhảy rất tốt. Tuy nhỏ, nhưng là hình thái và kiểu hình con ngựa giống, và ban đầu được gọi là "con ngựa nhỏ". Các con ngựa Caspi là vô cùng nhiệt huyết, với đôi chân mạnh mẽ mà hiếm khi cần đóng móng ngựa trừ khi luôn làm việc trên rất cứng, đất nện hoặc đất đá. Chiều dài từ hông xuống tới cổ chân có thể là một yếu tố trong khả năng nhảy đáng kinh ngạc của chúng. Những màu sắc thông thường là vịnh, xám, đen, hoặc màu hạt dẻ. Một số ít có những mảng màu trắng trên đầu và chân.
Nghiên cứu đã chỉ ra rằng ngựa Caspi và ngựa Turkoman chiếm vị trí trong phân tích phát sinh loài đã được tăng lên đến một giả thuyết cho rằng chúng có thể là tổ tiên của tất cả các giống loại phương Đông khác được nghiên cứu cho đến nay. Tuy nhiên, nghiên cứu gần gũi của ngựa Caspi và bộ xương các loài họ ngựa equid khác bởi Firouz và những người khác tìm thấy một số bất thường duy nhất cho các con ngựa Caspi. 

## Lịch sử
Một câu trả lời một phần cho sự tồn tại của ngựa Caspi là một thực tế rằng Đế chế Ba Tư, nơi phát triển thiên niên kỷ đầu tiên trước Công nguyên. Trước khi người La Mã xây dựng đường đầu tiên của mình cho người những chiến binh hành quân, người Ba Tư xây dựng những con đường đất thẳng rộng, duy trì tốt cho giao thông nhanh chóng. Các mẫu vật được biết đến lâu đời nhất của một con ngựa Caspi đã được tìm thấy vào năm 2011. Đế quốc Ba Tư đất giao thông cần thiết trên một quy mô lớn.
Họ là những người đầu tiên để gây giống ngựa đặc biệt cho sức mạnh và tốc độ. Đó là những con ngựa rất nhỏ theo tiêu chuẩn hiện đại. Tuy nhiên, những con ngựa tốt nên ít có giá trị của Đế quốc Ba Tư hầu như biến mất khỏi lịch sử sau khi các thư viện và các di tích đã bị phá hủy trong Mông Cổ và Hồi giáo chinh phục vĩ đại. Hầu như không đề cập đến nữa đã được tìm thấy trong số chung sau năm 700 AD và đến năm 1965, các học giả hiện đại cho rằng chúng đã bị tuyệt chủng.
Bây giờ giả sử rằng ngựa Caspi hiện đại có nguồn gốc từ các khu vực lai tạo mà khi đã hình thành nền tảng thiết yếu của Đế quốc Ba Tư. Ngựa Caspi mà ở địa phương gọi là moulek hoặc ngựa pouseki (có nghĩa là mỏm nhỏ), bây giờ sống ở một khu vực ở phía bắc của Iran giữa biển Caspi và dãy núi Elburz. Ngựa có khả năng liên quan đến Caspi cũng đã được xác định trong một phạm vi rộng lớn hơn nhiều

## Trong chiến tranh
Trong cuộc chiến tranh Iran / Iraq, hầu hết các con ngựa đã được điều lên để hỗ trợ các nỗ lực chiến tranh, nhưng trong năm 1989, Firouz được mời đến kiểm tra những con ngựa còn lại để có thể là con giống Caspi, kết quả là có thêm sáu loài động vật móng tiềm năng. Mặc dù ngựa Caspi vẫn phải được coi là hiếm, những nỗ lực của các nhà lai tạo trên thế giới đã thành lập các giống ở Scandinavia và các bộ phận khác của châu Âu, và tại Úc, New Zealand, và Hoa Kỳ. Hội giống được liên kết với quốc tế Caspi Stud Book.

## Sử dụng
Những con ngựa chủ yếu được sử dụng trong các thị trấn của Amol, Babol, Shahi và Rasht ở miền Bắc Iran, chúng được đánh giá cao về tốc độ và khả năng để kéo hoặc mang vác nặng trong các đường phố hẹp và chợ. Trong thời gian cuối những năm 1960, những con ngựa đực giống Caspi từ trường cưỡi Norouzabad đã chạy đua trên đường đua Tehran có uy tín bởi trẻ em nhỏ mặc lụa jockey, với sự giúp đỡ của cố Shah của Iran, Mohammad Reza Pahlavi.
Ngựa Caspi được biết đến với tính khí tốt, cá tính. Theo ghi nhận của Firouz, Với dáng thoải mái làm cho ngựa Caspi gắn kết tuyệt vời của trẻ em. Việc lai với các giống lớn hơn, bao gồm cả Ngựa Thuần Chủng Thoroughbreds và ngựa Ả Rập đã tạo ra những nòi cao lớn hơn. Một phép lai phổ biến là với ngựa lùn Welsh. 